# Quantez
Quantez ou Quantez, leur dernier repaire, est un western américain en CinemaScope réalisé par Harry Keller, sorti en 1957.

## Synopsis
Une bande de hors la loi venant de dévaliser une banque, fuit les troupes du shérif local et se réfugie dans la petite ville abandonnée de Quantez. La bande est composée de quatre hommes et d'une femme : Heller, le chef de la bande, cynique et autoritaire ; Chaney, sa maîtresse, qu'il brutalise et méprise ; Gentry, choisi pour son expérience et sa connaissance des points d'eau dans le désert ; Teach, un jeune homme que Heller rêve de former ; et Gato, un Blanc élevé par les Apaches qui peut se révéler utile en cas de rencontre avec ces derniers.
Dans la ville abandonnée, les passions s'exacerbent ; Chaney cherche la complicité d'un autre homme pour échapper à l'emprise d'Heller ; Gato la repousse mais Gentry et Teach sont intéressés, ce qui finit par provoquer une violente bagarre entre Heller et Teach.
Gato est prêt à trahir le groupe et tente de persuader les Apaches d'attaquer le petit groupe, mais les Indiens préfèrent attendre l'aube. Le groupe doit faire face à un problème de taille : l'un des chevaux étant mort, il n'en reste que quatre pour cinq personnes. Heller ne s'embarrasse d'aucun principe et est prêt à sacrifier Chanay. Intervient alors Puritan, un troubadour, un peu chanteur, un peu portraitiste. Heller projette alors de le tuer afin de lui prendre son cheval, mais Gentry lui permet de fuir. La tension dans le groupe est à son comble quand Heller propose à Teach de tuer Gentry d'une balle dans le dos une fois le problème des points d'eau réglé. Teach prévient Gentry, lequel finit par abattre Heller. Sur ce, les Apaches attaquent et tuent Gato. Gentry, Teach et Chaney s'échappent à cheval, poursuivi par les Indiens. Bloqué sur un pont, Gentry se sacrifie pour sauver Teach et Chaney.

## Fiche technique
- Titre français : Quantez, leur dernier repaire
- Titre original : Quantez
- Réalisateur : Harry Keller
- Scénario : R. Wright Campbell,  d'après une histoire de Ann Edwards et R. Wright Campbell
- Producteur : Gordon Kay
- Société de production : Universal Pictures
- Musique : Herman Stein
- Photographie : Carl E. Guthrie
- Montage : Fred MacDowell
- Format : couleur par Eastmancolor - CinemaScope - 35 mm - 2.35:1 - son : Mono (Westrex Recording System)
- Pays de production : États-Unis
- Langue : anglais
- Genre : western
- Durée : 81 min
- Dates de sortie :
- États-Unis : 6 septembre 1957 (New York)
- France : 4 octobre 1957

## Distribution
- Fred MacMurray : Gentry / John Coventry
- Dorothy Malone : Chaney
- James Barton : Puritan, le troubadour
- Sydney Chaplin : Gato
- John Gavin : Teach
- John Larch : Heller
- Michael Ansara : Delgadito